# Prófugos

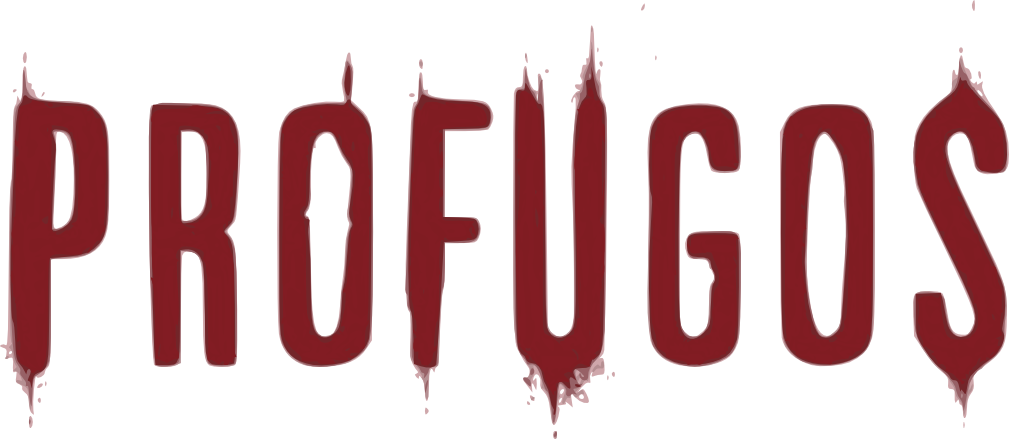

Prófugos (Fugitivos, em tradução livre) é uma série de televisão chilena de 2011 estrelada por Luis Gnecco, Néstor Cantillana e Benjamín Vicuña para a HBO Latin America.

## Enredo
A história narra a vida de uma família que vive do tráfico de drogas na região entre a Bolívia e o Chile. A família Farragut é comandada por Kika (Claudia di Girólamo), uma mulher que ao perder o marido, convence o filho mais velho, Vicente (Néstor Cantillana), um veterinário, a assumir a função do pai, tornando-se o chefe do cartel. Kika também tem uma filha, Laura (Blanca Lewin), uma advogada, com quem mantém uma relação conturbada. A contragosto, Laura mantém a função de defender e camuflar os negócios da família perante a lei. A família conta com Mario (Luis Gnecco), o faz-tudo, um homem acostumado a situações violentas e que guarda um segredo de seu passado.

## Elenco
- Néstor Cantillana ... Vicente Ferragut
- Benjamín Vicuña ... Álvaro 'Tegui' Parraguez
- Luis Gnecco ... Mario Moreno
- Francisco Reyes ... Oscar Salamanca
- Claudia di Girólamo ... Kika Ferragut
- Alfredo Castro ... Freddy Ferragut
- Camila Hirane ... Irma Salamanca
- Blanca Lewin ... Laura Ferragut
- Amparo Noguera ... La Roja
- Antonia Zegers ... Macarena Munita
- Aline Küppenheim ...  Ximena Carbonell

## Produção
Filmada no Chile e na fronteira com a Bolívia, Prófugos conta com 13 episódios que levaram seis meses de produção. A série é a sétima produção original da HBO na América Latina e a primeira do gênero ação.

## Recepção
A série foi indicada a diversos prêmios no Festival de Televisão de Monte Carlo em 2012, e recebeu uma nomeação ao Emmy Internacional em 2014.